# Emily Bauer
Emily Bauer (New Jersey, 29 de julho de 1981) é uma cantora, atriz e dubladora. Ela também é conhecida como Emily Blau.

## Dublagem

### 2001
- The Education of Max Bickford (TV) - Sydney
- Celebrity Deathmatch (TV)(Ended as of year 2000) - Christina Aguilera, various celebrities

### 2002
- Third Watch (TV) - Frannie
- Almost Heaven: Songs and Stories of John Denver (Documentary) - Singer

### 2003
- Mona Lisa Smile (Feature Film) - Art History Student
- HAIR (Theater) (Tour Ended as of 2004) - Jeannie

### 2005
- Long Distance (Feature Film) - Tammy
- Nausicaä of the Valley of the Wind (Feature Film) - Lastelle
- Ah! My Goddess (TV series) (Anime) - Megumi Morisato

### 2006
- Ninja Nonsense (Anime) - Shinobu
- Life As We Knew It (audio CD) - voice

### 2007
- Ah! My Goddess (TV series) Megumi Morisato (Anime)

### 2008
- Chaotic (Animated TV Séries) - Codemaster Amzen